# Dualismul politic românesc
Dualismul politic românesc este un concept istoriografic care desemnează formarea și coexistența pentru aproape cinci secole a două state românești separate, Moldova și Țara Românească, care au fost în răstimpuri dușmane, până la Unirea din 1859. Problema pusă de dualismul politic este necesitatea unei explicații pentru întrebarea de ce în ciuda aparențelor favorabile, precum geografică a pământului românesc, cele două state au rămas separate, dacă această separație a fost întâmplătoare sau a corespuns unor diferențe organice, mai puternice decât unitatea etnică. În cazul altor popoare, precum cel francez, englez și spaniol, unitatea a fost făcută până la sfârșitul Evului Mediu, în timp ce Germania și Italia au rămas mult timp împărțite în provincii multiple.

## Aspectul geografic
Istoricul P.P. Panaitescu a argumentat că în ceea ce privește unitatea geografică a pământului românesc, putea fi vorba de ea doar atâta timp cât Transilvania ar fi fost sub control românesc, ceea ce nu a fost cazul până în secolul al XX-lea. În lumina acestui fapt, Țara Românească și Moldova aveau o poziție excentrică în raport cu centrul virtual al teritoriului locuit de români, Transilvania. Aceasta fusese cucerită prin secolul al XI-lea, deci lipsa centrului preceda fondarea primului stat cu trei secole. În contra ideii că s-ar fi format două state este tradiția istorică a descălecatului, care presupune că cete de români din Transilvania au trecut datorită persecuțiilor religioase peste munți, întemeind în scurt timp state puternice. Panaitescu polemizează cu această ipoteză, susținând că dacă ar fi adevărată, ar fi avut loc o întemeiere simultană a unui singur stat.

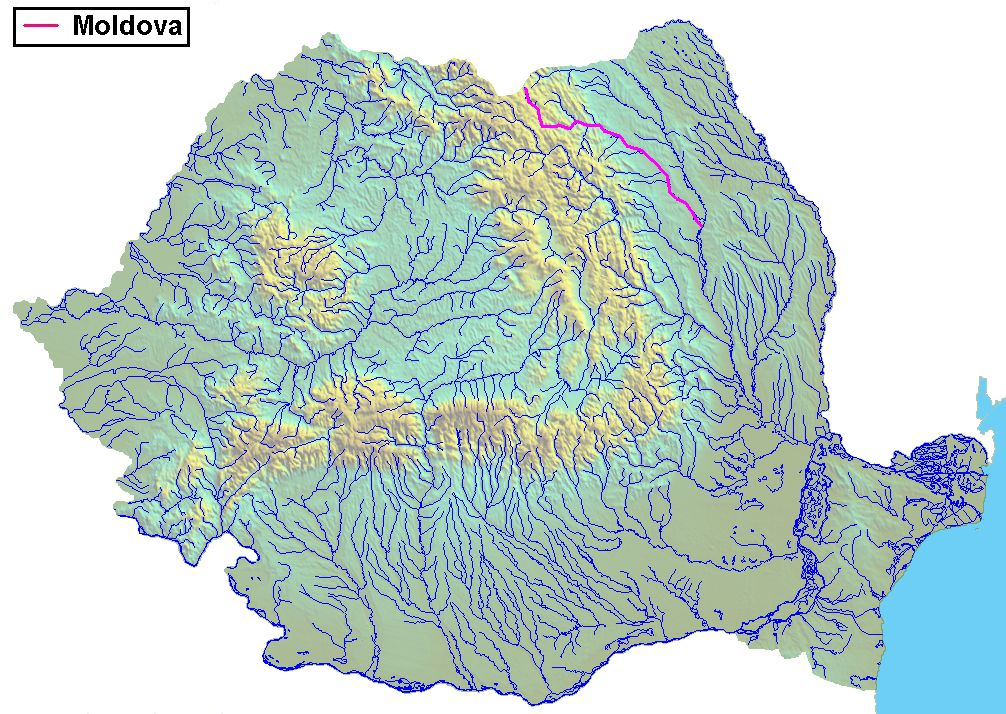
Localizarea râului Moldova (roșu) pe fondul actualei hărți a României.

Un fapt suplimentar în ce privește aspectul geografic al problemei este direcția apelor, care în cazul Munteniei și Moldovei este divergentă. Navigația pe râuri era mai importantă în trecut datorită lipsei drumurilor și a faptului că teritoriul românesc era în mare parte acoperit de păduri. În cazul Țării Românești, teritoriul era străbătut de la nord la sud de râuri mai multe sau mai puțin paralele, care se varsă în Dunăre, ceea ce lega ținuturile înalte de munte cu ținuturile joase, și permitea schimburi comerciale. Încă de la începutul statului, nordul comunica lesnicios cu sudul. 
În cazul Moldovei, situația este diferită: marile râuri sunt paralele cu munții, nu perpendiculare ca în cazul Munteniei, astfel că la început comunicarea dintre cele două state nu a fost lesnicioasă. O consecință a direcției apelor sale este că Moldova nu a fost de la început unitară.  Impunerea autorității statale s-a putut face doar treptat, în etape, ceea ce explică de ce statul păstrează numele unui râu secundar din nord-vest, al cărui bazin a fost teritoriul statului în primă etapă. Înaintarea spre gurile Dunării și Nistrului îndreptățea în 1392 pe domnul moldovean să-și adauge în titulatură și țărmul mării.

## Aspectul comercial
Țara Românească și Moldova erau străbătute fiecare de câte o rută importantă de comerț. Prin teritoriul Moldovei trecea drumul Lembergului, iar prin Țara Românească drumul orașelor săsești transilvane. Primul era mult mai important prin prisma capitalurilor investite și a ramificațiilor sale depărtate. El interesa orașele hanseatice din Germania de nord și orașele italiene Genova și Veneția: mărfurile asiatice erau aduse de caravane până în Orientul Apropiat, urcate în vasele orașelor italiene și duse la țărmurile Mării Negre și la Lemberg, unde erau schimbate cu mărfuri germane care interesau orașele italiene. Dacă în răstimpuri traseul a fost parcurs și pe drumul tătăresc, odată cu consolidarea autorității statale a Moldovei, drumul a trecut din nordul țării spre Cetatea Albă și Chilia.
În schimb, drumul ce străbătea Țara Românească trecea prin pasurile Turnu Roșu și Bran, și se termina în Brăila, Cetatea de Floci și Giurgiu. Un alt drum lega Transilvania de Adriatica, mărfurile fiind transportate de raguzani (Ragusa este actualul Dubrovnik), nodul comercial cel mai important fiind la Vidin.
Între drumurile care parcurgeau cele două țări nu era însă nici o legătură, iar cele două state aveau orientări economice diferite.

## Aspectul politic
Moldova a intrat sub influența politică a Poloniei, căreia domnii moldoveni i s-au subordonat prin tratate de vasalitate, de la Petru Mușat până la Ștefan cel Mare. Țara Românească în schimb a fost sub suveranitatea Ungariei; în timp ce Ungaria a încercat de câteva ori să aducă Moldova sub propria suzeranitate, Polonia a încercat să dispute Ungariei suzeranitatea Țării Românești o singură dată, în timpul lui Mircea cel Bătrân. 

## Consecințe
Drept consecință a acestor circumstanțe, s-au format două state românești, fiecare cu dinastia sa conducătoare. În conștiința timpului s-a fixat concepția că țara, la fel ca și biserica, era o unitate fixă, ierarhică și hieratică, care trebuia să rămână neclintită. În opinia lui Panaitescu, epoca de la întemeierea statelor în secolul al XIV-lea până la începutul secolului al XVI-lea a fost definită de aceste condiții. Condițiile care duseseră la formarea și existența a două state diferite au dispărut mai târziu, odată cu ascensiunea Imperiului Otoman asupra lor: rutele comerciale au fost năruite de cuceririle otomane, ambele țări au căzut sub suzeranitatea Imperiului Otoman, iar dinastiile s-au năruit și fiecare boier care se bucura de sprijinul boierilor putea ajunge în fruntea statului. Totuși, condițiile nu au fost favorabile unificării politice: dacă în apus autoritatea centrală se întărea, în zonă (Polonia, Ungaria, țările române) s-a produs tocmai opusul: faza voievodală s-a încheiat, iar nobilimea și-a crescut influența în dauna puterii centrale; fărâmițarea politică corespundea celei economice. Abia în secolul al XVII-lea, literatura cronicărească introduce ideea originii latine a românilor, conștiința că este vorba despre un singur popor, însă ideea unității politice ca desiderat este străină cronicarilor, și ea a apărut abia după sfârșitul secolului al XVIII-lea.